# غارينا
غارينا (بالإنجليزية: Garena)‏ هي منصة للترفيه الرقمي تقوم بتطوير ونشر المحتوى الرقمي الخاص بأجهزة الحاسوب والهواتف الجوالة في جنوب شرق آسيا وتايوان. تأسست في سنغافورة في عام 2009 من قبل الرئيس الحالي والمدير التنفيذي للمجموعة فورست لي.
تعد لعبة فري فاير أول لعبة من ألعاب غارينا المطوّرة ذاتيًا وأحد أشهر ألعاب الجوال في العالم من نمط باتل رويال. تعد فري فاير ثاني أكثر الألعاب التي تم تنزيلها على متجر غوغل بلاي في الربع الرابع من 2018، ورابع أكثر الألعاب تنزيلًا في جميع أنحاء العالم في عام 2018 على آي أو إس وبلاي ستور مجتمعين. اللعبة تعرف أيضًا باسم غارينا فري فاير وقد تلقت حوالي 182 مليون عملية تنزيل في عام 2018، مما يجعلها ثاني أكثر لعبة هواتف محمولة من نمط الباتل رويال تحميلا، وتحقق إيرادات شهرية تقريبًا ما يعادل 19.3 مليون دولار في ديسمبر 2018.
في عام 2014، بلغت قيمة غارينا مليار دولار حتى زاد استثمار خطة المعاشات التقاعدية لمعلمي أونتاريو في الشركة في مارس 2015 لتصبح قيمتها 2.5 مليار دولار.
و في عام 2020 تم إصدار لعبة فري فاير ماكس التي تميزت عن فر فاير بجودتها العالية وواقعية اللعبة.